# خلية تائية غاما دلتا
الخلايا التائية غاما دلتا (بالإنجليزية: Gamma delta T cells)‏ أو الخلايا التائية γδ هي خلايا تائية تملك مستقبل خلية تائية γδ على سطحها. معظم الخلايا التائية هي خلايا تائية αβ (ألفا بيتا) تتكون مستقبلاتها التائية من سلسلتي بروتين سكري: سلسلة المستقبل التائي α (ألفا) وسلسلة المستقبل التائي β (بيتا). أما الخلايا التائية γδ فتملك مستقبلا تائيا مكونا من سلسلة γ (غاما) واحدة و سلسلة δ (دلتا) واحدة. هذا النوع من الخلايا التائية أقل شيوعا من الخلايا التائية αβ، لكنها تكون في قمة وفرتها في الغشاء المخاطي للأمعاء، على جمهرة من الخلايا اللمفاوية تُعرف باسم الخلايا اللمفاوية داخل الظهارة [الإنجليزية] (IELs).
الجزيئات المستضدية التي تنشِّط الخلايا التائية غاما دلتا مازالت غير معروفة على نحو كبير، والخلايا التائية γδ مميزة حيث يبدو أنها لا تحتاج إلى معالجة المستضد وعرض معقد التوافق النسيجي الكبير (MHC) لحاتمات الببتيد لتنشيطها، مع ذلك يتعرف بعضها على جزيئات القسم 1b من MHC. يُعتقد أن للخلايا التائية غاما دلتا دور بارز في التعرف على مستضدات الليبيد. وهي على طبيعة ثابتة ويمكن أن تُقدَح بواسطة إشارات الإنذار مثل بروتينات الصدمة الحرارية.
تتواجد جمهرة فرعية من الخلايا التائية γδ داخل حيز البشرة الخاص بجلد الفأر، وسُميت في البداية: الخلايا البشروية المتغصنة Thy-1+ [الإنجليزية]‏ (Thy1+DEC)، وتُعرف هذه الخلايا بالاسم الشائع: الخلايا البشروية المتغصنة (DEC). تنشأ الخلايا البشروية المتغصنة أثناء نمو الجنين وتعبر عن مستقبل تائي Vγ3 Vδ1 ثابت ومعياري.